# 謎の飛行機
謎の飛行機（なぞのひこうき）とは1930年代に北欧をはじめ、世界各国で見られた正体不明の飛行機。

## 概要
フィンランドをはじめ、北欧各国では1930年代から複数の謎の飛行機の目撃情報が寄せられるようになった。それらは当時の飛行機では考えられないような動きだった。当時はソビエトやドイツ等の偵察機であるとの憶測があったが真相は不明である。アメリカやアジア諸国でも類似の目撃証言が報告されている。
スウェーデンの空域で、1946年5月から12月に997件が国防軍本部によって正式に登録された。

## 様々な説
様々な説があったがどれも決定的ではなかった。
- 他国の航空機が偵察を目的として飛来した
- 秘密の実験機の試験飛行
- 超自然現象